# When Heaven Burns
When Heaven Burns (em chinês: 天與地) é uma série de televisão chinesa, criada em 2011 pela TVB. É protagonizada por Bowie Lam, Moses Chan, Charmaine Sheh, Maggie Shiu e Kenny Wong.

## Elenco
| Ator/atriz        | Papel                  |
| Bowie Lam         | Lau Chun Hung 劉俊雄   |
| Astrid Chan       | Ma Wing-yee 馬詠儀     |
| Elaine Jin        | Yung Cheuk Wah 翁卓樺  |
| Maggie Shiu       | Yung Cheuk Tung 翁卓桐 |
| Moses Chan        | Sung Yee Long 宋以朗   |
| Kenny Wong        | Cheng Chun Hin 鄭振軒  |
| Angela Tong       | Yeung Suet Mei 楊雪薇  |
| Rachel Poon       | Cheng Man-shan 鄭文珊  |
| Yeung Ka Shing    | Cheng Man-kei 鄭文基   |
| Yu Tsz Ming       | Yip Kwong Loi 葉光來   |
| Doollou Poon      | Cheung Pui Kwan 張珮君 |
| Charmaine Sheh    | Yip Chi Yan 葉梓恩     |
| Lau Dan           | Kong Siu Chuen 江兆泉  |
| Bowie Lam         | Lau Chun Hung 劉俊雄   |
| Cindy Lee         | Au Hoi Ching 區海晴    |
| Elaine Jin        | Yung Cheuk Wah 翁卓樺  |
| Moses Chan        | Sung Yee Long 宋以朗   |
| Bowie Lam         | Lau Chun Hung 劉俊雄   |
| Chan Hung-lit     | Hau Chiu Ping 侯釗平   |
| Queenie Chu       | Lam Pui Ling 林佩玲    |
| Cheung Kwok Keung | Lui Yiu-bun 雷耀彬     |